# 粟屋就方
粟屋 就方（あわや なりかた）は、戦国時代から安土桃山時代にかけての武将。毛利氏の譜代家臣。父は粟屋元重。主に備中国方面で活躍した。

## 生涯
毛利氏の譜代家臣である粟屋元重の子として生まれる。
天文23年（1554年）6月5日の折敷畑の戦いや、天文24年（1555年）4月11日の矢野の戦いにおいて先陣を務め、毛利元就と隆元から感状を与えられ、永禄元年（1558年）6月1日に周防国玖珂郡岩国の内の四郎丸名10貫文の地と、安芸国山里白砂の内の小杖名5貫文の地を給地として隆元から与えられた。
永禄6年（1563年）頃から元就の命を受けて備中国の三村家親のもとへ赴いており、永禄7年（1564年）1月から2月にかけて香川光景と共に三村氏へ伯耆国出陣を要請した。また、備後国の将兵を率いて備中国へ出陣したりするなど、主に備中方面での軍事行動で活躍する。
元亀2年（1571年）に元就の病状が悪化すると安芸国高田郡吉田へ一時帰還したが、6月14日に元就が死去。この時備中国の情勢は逼迫しており、就方不在の間に備後衆が勝手に帰国することを恐れた小早川隆景は、元就死去の翌日に就方へ直ちに備中国へ引き返すよう要請した。就方は同日の夜前に安芸国大通院において焼香を済ませると、元就の葬儀を待たずに直ちに備中国へ引き返した。
天正4年（1576年）10月4日に将軍・足利義昭が備後国鞆に下向してきた際に、御礼として真木島昭光から天国の太刀一腰を拝領した。
天正20年（1592年）4月10日に死去し、子の元相が後を継いだ。

## 逸話
- 年不詳であるが、就方が酒の飲み過ぎによって体調を崩したことを就方の一族である粟屋元信から報告を受けた毛利隆元にたしなめられた書状が残っている[1]。